# بير نيلسن (لاعب رماية)
بير نيلسن (بالدنماركية: Per Nielsen)‏ هو لاعب رماية دنماركي، ولد في 5 يونيو 1919 في آلبورغ في الدنمارك، وتوفي في 27 مايو 2008.

## وصلات خارجية
- بير نيلسن على موقع أوليمبيديا (الإنجليزية)